# Juana Alarco de Dammert
Juana Alarco de Dammert (née à Lima le 27 mai 1842 et morte dans la même ville le 2 août 1932) est une éducatrice et philanthrope péruvienne.

## Biographie
Juana Alarco de Dammert naît à Lima le 27 mai 1842. Ses parents sont Julian Alarco et Mercedes Espinoza.
Elle fréquente une école dirigée par Cruz Andrade de Noel et reçoit des cours particuliers de français et de musique. Elle accompagne également souvent son père à l'hôpital local, où elle est bénévole.
Le 31 décembre 1861, elle épouse Juan Luis Dammert, un commerçant allemand originaire de Hambourg, avec qui elle se rend en France. À Paris, elle s'intéresse à la lecture ainsi qu'aux services sociaux pour les mères et les enfants,. Elle s'intéresse également à la réforme sociale française et aux écrits de Firmin Marbeau et de Friedrich Froebel. Ils ont un fils en 1865.
En 1886, elle retourne au Pérou, où le patrimoine familial nécessite des réparations après la guerre du Pacifique. La même année, elle perd son fils aîné. Elle fonde en son honneur une société d'éducation des enfants en 1894 ; il s'agit de la première association d'aide aux mères et aux enfants du Pérou.
L'année suivante, en raison des combats locaux, elle ouvre une banque du sang avec une association de femmes, qui se double d'un hôpital,. La guerre laisse de nombreux orphelins ; pour eux, elle fonde une école maternelle en 1896, rattachée à sa société d'aide aux enfants. Cette école accueille une cinquantaine d'orphelins de guerre en pension complète et une clinique médicale gratuite ; avec le temps, l'association commence à servir toutes les familles en difficulté en plus des orphelins.
Le 21 octobre 1900, elle organise la première kermesse pour les œuvres sociales du pays. L'association reçoit une ferme en don, utilisée en 1902 pour s'occuper des enfants de mères qui travaillent dans ce qui devient la première crèche du pays. En parallèle, Juana Alarco de Dammert travaille à l'amélioration des conditions des enfants au niveau national, poussant la distribution de lait dans toutes les écoles et créant des programmes de vacances pour les enfants pauvres.
En 1919, l'association est reconnue d'intérêt public par le gouvernement.
En 1927, elle dirige l'hôpital pour enfants créé par le gouvernement à son insistance.
Elle meurt à Lima le 2 août 1932.

## Postérité
En 1922, une statue de Juana Alarco de Dammert est érigée à Lima, sur une place qui porte son nom,. Un parc de Lima porte aussi son nom.
Deux écoles portent son nom, dont la première école nationale pour femmes à Santiago de Surco ouverte en 1945.